# Caine (Hörspielserie)
Caine ist eine Hörspielserie von Günter Merlau, erschienen bei Lausch – Phantastische Hörspiele von 2006 bis 2009, nach einer Romanheftserie aus dem Basilisk Verlag.

## Inhalt
Die Serie erzählt die Geschichte des Auftragskillers Steven Caine, der am Tag seiner Hinrichtung von einem außerirdischen Volk, den Kyan Kor, entführt wird, um diesen im Kampf gegen ihre Erzfeinde, die Aganoy, zur Seite zu stehen. Um sich den eigenwilligen Berufsmörder dienstbar zu machen, belegen die Kyan Kor Caine mit Hilfe eines Artefakts, dem Penumbra-Amulett, mit einem Bann. Von da an muss sich der Protagonist seinen Körper mit dem Geist des mächtigen und blutrünstigen Kyan-Kor-Kriegers Kartaan teilen, der immer wieder die Kontrolle über Caines Bewusstsein übernimmt. Der Protagonist gerät zwischen die Fronten eines Kampfes um die Vorherrschaft auf der Erde, in dem sich die Kyan Kor, die Aganoy und eine menschliche Geheimgesellschaft, die geheime Bruderschaft um Collin Drake, bekriegen.

## Umfang
Die Hörspielserie umfasst zehn Folgen. Die letzte Hörspielfolge mit dem Titel „Caine_10: Apokalypso“ erschien im November 2009. Jede Folge hat eine Länge von durchschnittlich 60 Minuten. Die Buchserie wird vom Basilisk Verlag mit Band 11 „Die Legende des Dunklen Propheten“ fortgesetzt und knüpft direkt an die Ereignisse der Vorgängerfolgen an.

## Literarische Vorlage und Hörspieladaption
Die Hörspielserie basiert auf den Heftromanen „Caine, Der dunkle Prophet“ aus dem Basilisk Verlag. Die Romane werden von einem Autorenteam nach Exposees von Patrick J. Grieser verfasst und umfassen 10 Folgen. Die Hörspieladaption stammt von Günter Merlau. Seit der 4. Folge (Dunkelheit) schreibt Merlau die Spielbücher gemeinsam mit Gerry Streberg. Die Hörspielserie stellt eine eher freie Bearbeitung der literarischen Vorlage dar. Neben einigen Auslassungen, finden sich in den Hörspielen auch eigenständige Handlungsstränge, die nicht aus der Vorlage stammen und sich überwiegend mit den Hintergrundgeschichten der Charaktere befassen. Diese ergänzten Handlungselemente, sowie die dem Hörspiel eigenen ausgedehnten inneren Monologe des Protagonisten und Ich-Erzählers Steven Caine, dienen der Charakterisierung der Figuren, die hierdurch eine psychologische Tiefe erhalten, derer die Figuren der Heftromane ermangeln.
Charakteristisch für die Hörspielbearbeitung sind die achronologische Erzählstruktur mit einer Vielzahl von Rückblenden und die parallel verlaufenden Handlungsstränge, die den Verlauf des Konflikts an den unterschiedlichen Fronten aus der Perspektive der verschiedenen Charaktere darstellen. Stilistisch rücken der derbe Wortwitz, die ausgedehnten Gewaltdarstellungen, sowie die skurrilen Charaktere die Serie in die Nähe der Filme von Quentin Tarantino.

## Besetzung
Der Protagonist, Steven Caine, wird von Torsten Michaelis, der deutschen Synchronstimme von Wesley Snipes oder Sean Bean, gesprochen. Michaelis wurde für seine Rolle mehrfach ausgezeichnet. In weiteren Rollen sind Claudia Urbschat-Mingues (deutsche Synchronstimme von Angelina Jolie) als Agentin Linda Watkins, Klaus Sonnenschein (Synchronstimme von unter anderem Morgan Freeman und Sean Connery) als Alien-Anführer Torrkan und Karl Schulz als bärbeißiger Polizist Sean Kilkenny zu hören. Lutz Riedel (Synchronstimme von u. a. Samuel L. Jackson) verkörpert die Rolle des sadistischen Kyan Kor Kriegers Kartaan.
Neben prominenten Stimmen aus dem Synchronbereich finden sich auch bekannte Hörspielsprecher auf der Besetzungsliste der Serie. Unter ihnen befinden sich Reinhilt Schneider als außerirdische Kriegerin Dhalarin, Kaspar Eichel als Mafia-Boss Moretti und Peter Groeger als weiser Alien-Schamane Setho.

## Prominente Gastauftritte
| Name des Sprechers | Episode |
| ------------------ | --- |
| Hennes Bender      | 06 [Mordendyk] 10 [Apocalypso] |
| Kim Frank          | 05 [Rebellion] 06 [Mordendyk] |
| Smudo              | 08 [Dunkler Prophet] |
| Wolfgang Bahro     | 01 [Das Amulett von Kyan'Kor] 02 [Todesengel] 03 [Collin Drake und die Bruderschaft] 04 [Dunkelheit] 09 [Kartaan] 10 [Apocalypso] |

## Musiken
Die eingesetzten Musiken unterstreichen die actionreiche Inszenierung der Hörspiele und stammen mit wenigen Ausnahmen aus dem Bereich Hard Rock und Metal. Während in den Folgen 3 (Collin Drake und die Bruderschaft) und 4 (Dunkelheit) die dänische Nu-Metal-Band Mnemic (Nuclear Blast) den Soundtrack lieferte, stammt die Musik seit Teil 5 von dem Hamburger Metall Label Tiefdruck Musik. In Folge 5 (Rebellion) und 6 (Mordendyk) ist dies die deutsche Industrial-Metal-Band Limbogott, in Folge 7 (Dunkler Prophet) Mongofünf und in Caine 8 (Torrkan) die US-amerikanische Band Devil’s Gift um die Frontfrau Lennon Murphy. In Folge 9 (Kartaan) die Band Die So Fluid aus England.

## Figurendarstellung und Genreeinordnung
Inhaltlich werden in der Hörspielserie Caine vor allem (Dark) Fantasy- und Science-Fiction-Elementen mit einer Figurendarstellung im Stile des Film Noir (bzw. Neo-Noir) verwoben. Der Invasion aus dem All und dem Kampf zweier phantastischer Rassen um die Vorherrschaft auf der Erde stellen sich die von Kriminalität, Korruption und Gewalt geprägten Großstadt(anti)helden. Dieses blutige, korrupte und gesetzlose Umfeld bildet den fiktionalen Kosmos der Caine-Serie. In dieser Umwelt, die keine Grenzen mehr kennt (weder die Grenzen von Moral und Ordnung, noch die der erwarteten Machtstrukturen oder Naturgesetze), müssen sich die Figuren zurechtfinden und ihre eigenen Richtlinien entwickeln. Da ihre individuellen Wertvorstellungen häufig nicht mit den akuten Erfordernissen der Situation zu vereinbaren sind, entstehen immer wieder Konflikte und Zweifel, die zum Teil in Rückblenden, in die individuelle Vergangenheit der Figur, vertieft werden.

## Gewalt und Hörspiel
Seit der ersten Folge sorgt die Serie immer wieder für Kontroversen und polarisiert die Reihen der Kritiker und Hörspielfans. Die Bewertungen beim Fachpublikum reichen von „einfach nur brutal“ und „geschmacklos“ bis hin zu „Horror-Fantasy nach Herzenslust“ (TV Spielfilm). Geschuldet ist dieses breit gefächerte Spektrum an Meinungen zu den Hörspielen vor allem der hohen Brutalität und Detailgenauigkeit der Gewaltdarstellung sowie der zum charakteristischen Stilelement der Serie gewordenen Fäkalsprache. Was in Film und Fernsehen längst gang und gäbe ist, ist im Bereich Hörspiel echtes Neuland und macht Caine mit der serieneigenen Grenzüberschreitung zu einem echten Original und Vorreiter in Sachen Erwachsenenhörspiel. Mit den zahlreichen Zitaten aus bekannten Filmen und Büchern steht das Werk deutlich in der postmodernen Tradition der popkulturellen Unterhaltung.

## Folgen
| Titel                                 | ISBN                   | VÖ-Termin         | Spielzeit  |
| ------------------------------------- | ---------------------- | ----------------- | ---------- |
| _01 Das Amulett von Kyan´Kor          | ISBN 978-3-939600-00-8 | 6. Januar 2006    | 48 Minuten |
| _02 Todesengel                        | ISBN 978-3-939600-03-9 | 9. Juni 2006      | 57 Minuten |
| _03 Collin Drake und die Bruderschaft | ISBN 978-3-939600-08-4 | 23. März 2007     | 56 Minuten |
| _04 Dunkelheit                        | ISBN 978-3-939600-09-1 | 23. März 2007     | 57 Minuten |
| _05 Rebellion                         | ISBN 978-3-939600-15-2 | 23. November 2007 | 68 Minuten |
| _06 Mordendyk                         | ISBN 978-3-939600-16-9 | 23. November 2007 | 64 Minuten |
| _07 Dunkler Prophet                   | ISBN 978-3-939600-31-2 | 23. Mai 2008      | 52 Minuten |
| _08 Torrkan                           | ISBN 978-3-939600-32-9 | 23. Mai 2008      | 56 Minuten |
| _09 Kartaan                           | ISBN 978-3-939600-33-6 | 14. November 2008 | 48 Minuten |
| _10 Apocalypso                        | ISBN 978-3-939600-34-3 | 6. November 2009  | 79 Minuten |

In limitierter Auflage sind die Hörspiele auch als MC (Kassette) erschienen. Diese gab es nur exclusive bei Pop.de zu kaufen. Besonderheit dabei war, dass die Cover Adaptionen von großen Hörspiellabels waren.
Das bedeutet, dass jede Folge in einem anderen Design der jeweiligen Labels daher kommt: Folge 1 – Europa Design, Folge 2 – Philips Design,
Folge 3 – Kiosk Design, Folge 4 – Tonstudio Braun (John Sinclair) Design, Folge 5 – Peggy Design, Folge 6 – Poly Design, Folge 7 – Krone Design, Folge 8 – Eins Extra Design, Folge 9 – Fontana Design, Folge 10 – Fass Design. Die Folge 2 erschien zusätzlich, auf Bitte von den Hörspielfans, als Europa Design und Zebra Design.

## Auszeichnungen
- Goldener Hörspiel-Award 2007 (Bester Sprecher) für Torsten Michaelis
- Goldener Hörspiel-Award 2007 (Beste Serie)
- Ohrkanus 2006 (bester Sprecher in einer Hauptrolle) für Torsten Michaelis
- Silberner Hörspiel-Award 2006 (beste Serienfolge) für CAINE_02 – Todesengel
- Nominierung für den Deutschen Phantastik-Preis 2006: Beste Hörspielserie: Caine